# Buborék (víziló)
Buborék egy Pécsi Állatkertben született, a dvoreci állatkertben élő víziló.

## Élete

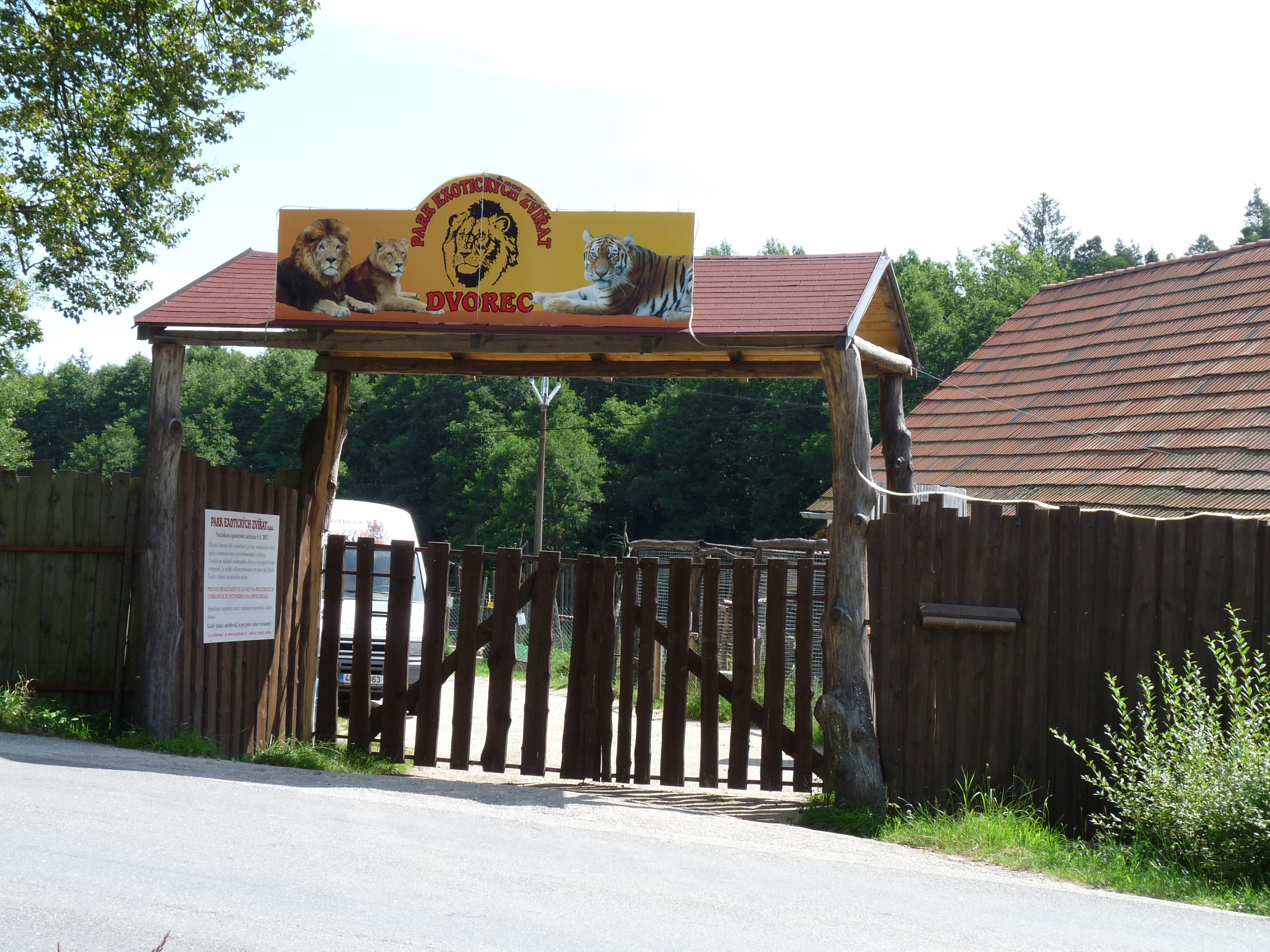
A Dvorec Zoo bejárata

Buborék (Pécs, 2008. május 22. –) egy hím nílusi víziló. Apja Bálint, anyja Ágnes, szülei egyetlen borjaként született.
A vízilovak természetes környezetében is el kell telnie bizonyos időnek, amíg az anyaállat bevezetheti borját a csapatba, ezért Ágnes is Bálinttól elzárva, külön helyen nevelte Buborékot. Mivel Bálint idővel valószínűleg nem saját fiaként, hanem egy rivális ifjú vízilóbikaként tekintett volna Buborékra, így Buborékot az összeférhetetlenség megelőzése érdekében még egyéves kora előtt elköltöztették Pécsről.
Előbb 2008 decemberében az Abonyi Vadaspark lakója lett, majd annak bezárásakor, 2016-ban a cseh Dvorec Zooba került, ahol megtalálta a helyét.
A nílusi vízilovak fogságban akár 50 évig is élhetnek.

## Származási tábla
|             | Szigfrid 1978 | Bálint 1994 | Buborék 2008 |
|             | Szigfrid 1978 | Bálint 1994 | Buborék 2008 |
| Süsü        | Linda 1982    | Bálint 1994 | Buborék 2008 |
| Tücsök 1973 | Linda 1982    | Bálint 1994 | Buborék 2008 |
|             | Hipolit 1964  | Ágnes 2002  | Buborék 2008 |
|             | Hipolit 1964  | Ágnes 2002  | Buborék 2008 |
|             | Hamba 1964    | Ágnes 2002  | Buborék 2008 |
|             |               | Ágnes 2002  | Buborék 2008 |